# 尖筆山隧道
24°42′59″N 120°54′21″E / 24.716336°N 120.905943°E
尖筆山隧道是一座位於臺灣苗栗縣竹南鎮的縱貫線鐵路隧道，興建於1900年，因此路段坡度陡，需兩個火車頭帶動，行駛速度較緩慢，於1928年改道崎頂西側。火車軌道拆除於1929年，此路段成為當地民眾往來道路，也就是台13線公義路段，原穿越丘陵的尖筆山隧道，已於1977年公義路道路拓寬時遭拆除。

## 歷史
1899年8月，臺灣總督府鐵道部進行新竹以南鐵路路線測量；1900年4月，新竹經香山到中港（今竹南）路段的鐵路建築工事開始；1902年8月完工通車，全長約19公里。該段路線南下過香山站後向東彎入尖筆山區再繞往竹南，因此開鑿一座長約146.5公尺的「尖筆山隧道」。 
該段路線因坡度較陡（最大坡度千分之16.7）、最小曲率半徑300公尺，不利行車，臺灣總督府交通局鐵道部遂於1926年（昭和元年）起進行「尖筆山附近改良線」工事，將路線改線行經靠海側的崎頂，並開鑿雙線淨空的崎頂一、二號隧道。新路線於1928年3月12日通車（初期鋪設單線），於1929 年（昭和四年）拆除尖筆山舊路線，成為當地民眾往來道路，並於後來成為今台13線道路的一部分（該路段名為公義路），尖筆山隧道則於1977年道路拓寬時遭拆除。

## 建築設計
單線淨空的尖筆山隧道自1900年5月2日開工、於1901年7月4日竣工，全部以紅磚構築。